# Luzula bomiensis
Luzula bomiensis är en tågväxtart som beskrevs av K.F.Wu. Luzula bomiensis ingår i Frylesläktet som ingår i familjen tågväxter. Inga underarter finns listade i Catalogue of Life.